# Iljoesjin Il-28
De Iljoesjin Il-28 (Russisch: Ильюшин Іл-28) (NAVO-codenaam: Beagle en Mascot voor de Il-28U-trainer) is een bommenwerper met straalaandrijving, die in eerste instantie werd gebouwd voor de luchtmacht van de Sovjet-Unie. Het was het eerste toestel van zijn soort dat bij de USSR in grootschalige productie ging. Hij is ook gebouwd in China als Hong H-5. Geschatte productieaantallen van beide types variëren tussen de 2.000 en 6.000 stuks, waarvan er nog honderden in dienst zijn, 40 jaar nadat de eerste Il-28 in dienst kwam.
Het toestel heeft een conventionele opbouw, met hoge, niet in een pijlstand staande vleugels, met daaronder de motoren. De bommenrichter heeft zijn plek in de glazen neus en het andere eind van de romp huisvest een geschutskoepel met twee machinegeweren. Deze kenmerken kwamen overeen met de bommenwerpers uit de Tweede Wereldoorlog die hem voorgingen, maar de naar achter wijzende staartvlakken en bobbelcockpit met schietstoel hadden meer weg van toestellen van zijn eigen tijd, waardoor het een mix was van oude en nieuwe ontwerpkenmerken.
De Il-28 is veel geëxporteerd en deed dienst in de luchtmachten van ongeveer 20 landen, variërend van leden van het Warschaupact tot het Midden-Oosten en Afrika. Egypte was een van de eerste klanten en het aanvallen van Egyptische Il-28's op de grond was een primaire taak van de Israëlische luchtmacht tijdens de Suezcrisis, Zesdaagse Oorlog en de Jom Kipoeroorlog. De Sovjet-Unie was bezig met het voorbereiden van de assemblage van Il-28's voor Cuba op Cuba zelf, maar dit werd tegengehouden door de Cubacrisis, waarna Nikita Chroesjtsjov instemde om ze weg te halen. De Il-28 werd ook ingezet boven Vietnam en door de Sovjets in Afghanistan. Vier ex-Egyptische Il-28's en 2 ex-Sovjet Il-28's werden gebruikt, met Egyptisch personeel, door Nigeria in de Biafra-oorlog. Il-28's uit Jemen namen ook deel in deze burgeroorlog. Finland heeft ook vier toestellen geleverd gekregen tussen 1961 en 1966. Deze bleven in dienst tot de jaren 1980.
De Sovjet-Unie haalde de Il-28 in de jaren 80 uit dienst, maar de laatste in de Sovjet-Unie gebouwde exemplaren vlogen nog in Egypte in de jaren 90. In China gebouwde Il-28's kregen de aanduiding H-5, en vlogen ook nog in de jaren 90, waarvan enkele honderden nog Chinese dienst, en kleinere aantallen in Noord-Korea en Roemenië. De drie belangrijkste Chinese versies zijn de H-5-bommenwerper, gevolgd door de HJ-5-trainer en de H-5R (HZ-5)-langeafstandsverkenner (in verhouding tot de verkennerversie van de Shenyang J-6) en later nog de HD-5 voor elektronische oorlogvoering en informatieverzameling.

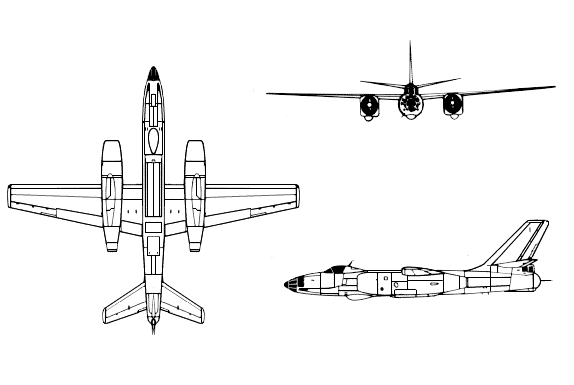

## Varianten
- Il-28 Beagle - Bommenwerper
- Il-28R - Verkenner
- Il-28T - Torpedobommenwerper
- Il-28P - civiele versie voor postdienst van Aeroflot
- Il-28U Mascot - Trainer
- H-5 - Chinese bommenwerperversie
- HJ-5 - Chinese trainerversie
- H-5R (HZ-5) - uitgefaseerde Chinese langeafstandsfotoverkenner
- HD-5 - Chinese versie voor elektronische oorlogvoering, wordt uitgefaseerd
- H-5 Testbed - Chinees testbed voor schietstoellen, uiteindelijk vervanging door de testbedversie van de Shenyanj J-6
- B-5 - exportaanduiding van de H-5
- B-228 - Tsjechoslowaakse luchtmachtaanduiding

Il-2 · Il-4 · Il-10 · Il-12 · Il-14 · Il-18 · Il-20 · Il-28 · Il-38 · Il-40 · Il-62 · Il-76 · Il-78 · Il-80 · Il-86 · Il-96 · Il-103 · Il-114